# Wadim Wassiljewitsch Sokolowski
Wadim Wassiljewitsch Sokolowski (russisch Вадим Васи́льевич Соколо́вский, in englischer Transkription häufig als V. V. Sokolovsky zitiert; * 17. Oktober 1912 in Charkiw; † 8. Januar 1978) war ein russischer Mechanik-Professor.

## Leben
Sokolowski machte 1933 seinen Abschluss am Moskauer Institut für Konstruktiven Ingenieurbau. 1936 bis 1939 war er am Mathematischen Institut der Sowjetischen Akademie der Wissenschaften und danach bis 1965 am Institut für Mechanik der Sowjetischen Akademie der Wissenschaften tätig. Außerdem war er 1947 bis 1971 Leiter einer Abteilung am Moskauer Physikalisch-Technischen Institut. Ab 1971 war er am Institut für Probleme der Mechanik der Akademie der Wissenschaften beschäftigt. Seit 1940 hatte er den Professorentitel.
Sokolowski war ein führender russischer Wissenschaftler auf dem Gebiet der Plastizitätstheorie, wo er neue analytische Lösungsverfahren entwickelte und die er zum Beispiel auf geotechnische Probleme (Granulare Materie) anwandte, zum Beispiel beim Erddruck auf Stützwände. Seine Bücher hatten auch im Westen großen Einfluss. Er befasste sich auch mit Schalentheorie.
Er war seit 1946 korrespondierendes Mitglied der Akademie der Wissenschaften der UdSSR. Er war Mitglied der Polnischen Akademie der Wissenschaften (1959) und erhielt 1943 und 1952 den Staatspreis der UdSSR.

## Schriften
- Plastizitätstheorie, Moskau, Leningrad, Staatsverlag für technische theoretische Literatur, 1946 (russisch), 3. Auflage, Moskau 1969, deutsche Übersetzung: Theorie der Plastizität, Berlin, Verlag der Technik 1955
- Statics of soil media, London, Butterworths 1960 (Übersetzung von D. H. Jones und Andrew Noel Schofield),
- Statics of granular materials, Pergamon Press 1965
- Theory of plasticity – an outline of work done in russia, Journal of Applied Mechanics, Band 13, 1946, Heft 1, S. A1–A10
- Theory of Plasticity, Kapitel 10 in A. Y. Ishlinsky (Herausgeber): Development in Mechanics in the USSR, Soviet Science and Technology 1917–1967, Moskau, Nauka, 1967